# Lusancay-Inseln
Die Lusancay-Inseln sind eine Inselgruppe mit etwa 17 Inseln in der Salomonensee. Verwaltungsmäßig gehören sie zur Kiriwina Rural LLG (Local Level Government) Area des Distrikts Kiriwina-Goodenough der Provinz Milne Bay im südöstlichen Bereich von Papua-Neuguinea.

## Geographie
Die Inseln befinden sich im Westen der Trobriand-Inseln. Die Distanz der östlichsten Insel Silipwaka liegt nur 10,6 km westlich von Kadai Island im nordwestlichen Bereich der Trobriand-Inseln. Sie liegen außerdem rund 65 Kilometer nördlich der D’Entrecasteaux-Inseln. Mit den Star-Riffen im Westen umfassen die Lusancay-Inseln ein großes Gebiet von seichtem Wasser, Riffen und Inseln, das sich über 100 km von Osten nach Westen und genauso weit von Norden nach Süden erstreckt. Nur die Hauptinsel Kawa sowie die Insel Simsim (Konia) sind bewohnt, mit 165 bzw. 125 Einwohnern zur Volkszählung 2000. Die Hauptinsel Kawa Island ist die nach Fläche und Einwohnerzahl größte Insel. Früher war wahrscheinlich auch Kwaiyaluma bewohnt. Die östlichste der unter den Lusancay-Inseln genannten ist Silipuaka (Silipwaka).

### Inseln
Die 17 Inseln gliedern sich in eine östliche, eine südliche und in eine westliche Gruppe (mit Flächenangaben der PNAS extended islands database):
| Name                  | Koordinaten                  | Fläche km² | Unter- gruppe |
| --------------------- | ---------------------------- | ---------- | ------------- |
| Silipwaka (Silipuaka) | 8° 19′ 34″ S, 150° 43′ 9″ O  | 0,10       | östliche      |
| Nuarguta              | 8° 22′ 20″ S, 150° 39′ 50″ O | 0,08       | östliche      |
| Lulima                | 8° 23′ 30″ S, 150° 38′ 50″ O | 0,35       | östliche      |
| Kwaiyaluma            | 8° 21′ 3″ S, 150° 35′ 47″ O  | 0,11       | östliche      |
| Simlindon             | 8° 19′ 51″ S, 150° 34′ 51″ O | 0,63       | östliche      |
| Deia                  | 8° 23′ 11″ S, 150° 28′ 24″ O | 0,01       | östliche      |
| Wagalasa              | 8° 24′ 59″ S, 150° 27′ 11″ O | 0,26       | östliche      |
| Simsim (Konia)        | 8° 25′ 3″ S, 150° 26′ 29″ O  | 0,26       | östliche      |
| Kuaniagal             | 8° 20′ 28″ S, 150° 25′ 32″ O | 0,03       | östliche      |
| Matagu                | 8° 33′ 6″ S, 150° 19′ 26″ O  | 0,20       | südliche      |
| Kawa                  | 8° 31′ 26″ S, 150° 17′ 53″ O | 0,79       | südliche      |
| Nauria                | 8° 33′ 45″ S, 150° 16′ 55″ O | 0,39       | südliche      |
| Nukuana               | 8° 31′ 15″ S, 150° 13′ 11″ O | 0,01       | südliche      |
| Konokonowana          | 8° 23′ 17″ S, 150° 11′ 45″ O | 0,10       | westliche     |
| Gabwina               | 8° 21′ 57″ S, 150° 10′ 33″ O | 0,06       | westliche     |
| Kanapu                | 8° 20′ 40″ S, 150° 6′ 58″ O  | 0,04       | westliche     |
| Gwadarab              | 8° 18′ 15″ S, 150° 6′ 37″ O  | 0,16       | westliche     |

Alternative Flächenangaben existieren in der Literatur für Gwadarab (7 ha), Gabwina (26 ha), Simsim (64 ha), und Kawa (47 ha). Diese stimmen jedoch nicht mit dem Satellitenbild überein.
Der NGA GEOnet Names Server listet im Bereich der Lusancay-Inseln als nicht verifiziert die Inseln Ebuna (8° 22′ 26″ S, 150° 28′ 10″ O), Nucuayayu Islets (8° 31′ 23″ S, 150° 13′ 25″ O), Kudalabi (8° 19′ 52″ S, 150° 5′ 27″ O) und Lifaba (8° 31′ 33″ S, 150° 2′ 52″ O). Auf dem Satellitenbild sind an den entsprechenden Stellen allenfalls Sandbänke oder Untiefen auszumachen.